# إريكا أبريل
إريكا أبريل (بالإسبانية: Erika Abril)‏ هي عداءة المسافات الطويلة كولومبية، ولدت في 29 مارس 1978 في San José de Pare ‏ في كولومبيا.

## وصلات خارجية
- إريكا أبريل على موقع الاتحاد الدولي لألعاب القوى (الإنجليزية)
- إريكا أبريل على موقع أوليمبيديا (الإنجليزية)